# Jörgen Düberg
Carl Adam Jörgen Düberg, född 9 juli 1956 i Limhamn i Malmö, är en svensk skådespelare. Han är son till skådespelarna Axel Düberg och Helena Reuterblad.

## Biografi
Düberg gick ut Teaterhögskolan i Stockholm 1980. Han är engagerad vid Helsingborgs Stadsteaters fasta ensemble sedan 1992.

## Filmografi
- 1967 – Djungelboken (röst)
- 1972 – Stora skälvan (TV-serie)
- 1985 – Lösa förbindelser (TV-serie)
- 1986 – Sammansvärjningen (TV-serie)
- 1986 – Mästerdetektiven Basil Mus (röst)
- 1988 – Pippi Långstrump – starkast i världen
- 1990 – Den lilla sjöjungfrun (röst)
- 1998 – Beck – The Money Man (TV-film)
- 2002 – Den 5:e kvinnan (TV-serie)
- 2004 – Fjorton suger
- 2009 – Livvakterna (TV-serie)
- 2018 – Systrar 1968 (TV-serie)

## Teater

### Roller (ej komplett)
| År   | Roll                                                          | Produktion                                                                                 | Regi                | Teater                                              |
| ---- | ------------------------------------------------------------- | ------------------------------------------------------------------------------------------ | ------------------- | --------------------------------------------------- |
| 1971 | Medverkande                                                   | Sol, vad vill du mig? Birger Norman                                                        | Ingvar Kjellson     | Dramaten                                            |
| 1982 | Albrecht Werdenfels                                           | Agnes Bernauer Franz Xaver Kroetz                                                          | Johan Bergenstråhle | Stockholms stadsteater                              |
| 1983 | Volontären Tågkonduktör                                       | Gisslan (The Hostage) Brendan Behan                                                        | Kåre Santesson      | Stockholms stadsteater                              |
| 1992 | Pastor John Hale                                              | Häxjakten (The Crucible) Arthur Miller                                                     | Håkan Lindhé        | Helsingborgs stadsteater                            |
| 1993 | Solanio                                                       | Köpmannen i Venedig (The Merchant of Venice) William Shakespeare                           | Göran Stangertz     | Helsingborgs stadsteater                            |
| 1993 | Bertrand                                                      | Jo, det gällde annonsen (La bonne adresse) Marc Camoletti                                  | Arne Strömgren      | Helsingborgs stadsteater                            |
| 1993 | Berättaren                                                    | Blodsbröder (Blood Brothers) Willy Russell                                                 | Ronny Danielsson    | Helsingborgs stadsteater                            |
| 1994 | Lee                                                           | True West Sam Shepard                                                                      | Jan Nielsen         | Helsingborgs stadsteater                            |
| 1995 | Carlos                                                        | Första steget (Shattered Secrets) Libbe S.Halevy                                           | Göran Stangertz     | Helsingborgs stadsteater                            |
| 1995 | Neville                                                       | En fröjdefull jul (Season's Greetings) Alan Ayckbourn                                      | Marianne Rolf       | Helsingborgs stadsteater                            |
| 1996 | Gabriel                                                       | Spindelkvinnans kyss (Kiss of the Spider Woman) John Kander, Fred Ebb och Terrence McNally | Ronny Danielsson    | Helsingborgs stadsteater                            |
| 1997 | Morris                                                        | Änglakaramellen Cristina Gottfridsson                                                      | Jan Nielsen         | Helsingborgs stadsteater                            |
| 1997 | Escalus, en gammal hovman                                     | Romeo och Julia (The Tragedy of Romeo and Juliet) William Shakespeare                      | Thomas Müller       | Helsingborgs stadsteater                            |
| 1998 |                                                               | Ondskan Jan Guillou                                                                        | Jörgen Düberg       | Helsingborgs stadsteater                            |
| 1998 | Peter                                                         | Lustgården (Liebhaverne) Nikoline Werdelin(da)                                             | Kim Bjarke          | Helsingborgs stadsteater                            |
| 1999 | Raoul                                                         | Sluka mej! (Eating Raoul) Jed Feuer, Boyd Graham, Paul Bartel och Richard Blackburn        | Göran Parkrud       | Helsingborgs stadsteater                            |
| 2000 | Ronald                                                        | Journal: Ronald Akkerman (Dossier: Ronald Akkerman) Suzanne van Lohuizen                   | Jörgen Düberg       | Helsingborgs stadsteater                            |
| 2001 | Antonio Salieri                                               | Amadeus Peter Shaffer                                                                      | Göran Stangertz     | Helsingborgs stadsteater                            |
| 2001 | Carl                                                          | Shang-a-lang Catherine Johnson                                                             | Jan Modin           | Helsingborgs stadsteater                            |
| 2001 | McMurphy                                                      | Gökboet (One Flew Over the Cuckoo's Nest) Dale Wasserman                                   | Göran Stangertz     | Helsingborgs stadsteater                            |
| 2002 | Hank                                                          | Regnbågens rot Inger Alfvén                                                                | Margita Ahlin       | Helsingborgs stadsteater                            |
| 2002 | Jason                                                         | Medea (Μήδεια Mēdeia) Euripides                                                            | Wiveka Warenfalk    | Helsingborgs stadsteater                            |
| 2002 | Kurt                                                          | Dödsdansen August Strindberg                                                               | Solbjørg Højfeldt   | Helsingborgs stadsteater                            |
| 2003 | Stefan                                                        | LisaLouise Majgull Axelsson                                                                | Wiveka Warenfalk    | Helsingborgs stadsteater                            |
| 2004 | Tusenbach                                                     | 3 systrar (Три сeстры, Tri sestry) Anton Tjechov                                           | Christian Tomner    | Helsingborgs stadsteater                            |
| 2005 | Greta                                                         | Bent Martin Sherman                                                                        | Solbjørg Højfeldt   | Helsingborgs stadsteater                            |
| 2005 |                                                               | Ondskan Jan Guillou                                                                        | Jörgen Düberg       | Helsingborgs stadsteater                            |
| 2006 | Andrej Zjdanov                                                | Elitklassen (Master Class) David Pownall(en)                                               | Göran Stangertz     | Riksteatern                                         |
| 2006 | Leontes                                                       | En vintersaga (The Winter's Tale) William Shakespeare                                      | Martha Vestin       | Helsingborgs stadsteater/ Sommarteater på Krapperup |
| 2007 | Malvolio                                                      | Trettondagsafton (Twelfth Night, or What You Will) William Shakespeare                     | Michael Cocke       | Helsingborgs stadsteater                            |
| 2007 | Kjell                                                         | Camping Klas Abrahamsson                                                                   | Aslak Moe           | Helsingborgs stadsteater                            |
| 2008 |                                                               | Solen bor i Karlstad Nicholas Olsson                                                       | Jörgen Düberg       | Helsingborgs stadsteater                            |
| 2009 | Greger                                                        | Cancerbalkongen Marianne Goldman                                                           | Christian Tomner    | Helsingborgs stadsteater                            |
| 2009 | Frank                                                         | Kvinnan från förr (Die Frau von Früher) Roland Schimmelpfennig                             | Melanie Mederlind   | Helsingborgs stadsteater                            |
| 2009 | Blyger                                                        | Snövit och sju miffon Gunilla Boëthius                                                     | Dan Kandell         | Helsingborgs stadsteater                            |
| 2010 | Astrov                                                        | Onkel Vanja (Дядя Ваня) Anton Tjechov                                                      | Anna Novovic        | Helsingborgs stadsteater                            |
| 2010 | Uttersson                                                     | Jekyll & Hyde Leslie Bricusse och Frank Wildhorn                                           | Ronny Danielsson    | Malmö Opera                                         |
| 2011 | Holger Voss                                                   | Duvorna (Die Tauben) David Gieselmann                                                      | Alexander Öberg     | Helsingborgs stadsteater                            |
| 2011 | Estragon                                                      | I väntan på Godot (En attendant Godot) Samuel Beckett                                      | Rick Cluchey(en)    | Helsingborgs stadsteater                            |
| 2011 | Sten Hansson                                                  | Politik Henning Mankell                                                                    | Vibeke Bjelke       | Helsingborgs stadsteater                            |
| 2012 |                                                               | Under hallonbusken Maria Blom                                                              | Jan Modin           | Helsingborgs stadsteater                            |
| 2012 |                                                               | En kvinnas värde Ulf Dahlström                                                             | Jörgen Düberg       | Helsingborgs stadsteater/ Helsingør Theater(da)     |
| 2012 |                                                               | Den enfaldige mördaren Dennis Magnusson                                                    | Dennis Sandin       | Helsingborgs stadsteater                            |
| 2012 |                                                               | Everest Lotta Lotass                                                                       | Jörgen Dahlqvist    | Helsingborgs stadsteater/ Teatr Weimar              |
| 2015 |                                                               | Den stressade (Den stundesløse) Ludvig Holberg                                             | Jan Hertz           | Fredriksdalsteatern                                 |
| 2015 |                                                               | Vår klass (Nasza klasa) Tadeusz Słobodzianek                                               | Anja Suša           | Helsingborgs stadsteater                            |
| 2015 | Trädgårdsmästaren                                             | Mio, min Mio Astrid Lindgren                                                               | Dennis Sandin       | Helsingborgs stadsteater                            |
| 2016 |                                                               | Farmor och vår Herre Hjalmar Bergman                                                       | Christian Tomner    | Helsingborgs stadsteater                            |
| 2017 |                                                               | Pelle Erövraren – Den stora kampen Erik Norberg och Alexander Öberg                        | Alexander Öberg     | Helsingborgs stadsteater på Helsingborg Arena       |
| 2017 |                                                               | Norénhotellet Birgitta Egerbladh                                                           | Birgitta Egerbladh  | Helsingborgs stadsteater                            |
| 2018 | Jörgen                                                        | Sagan om Sverige Daniel Boyacioglu                                                         | Jörgen Düberg       | Helsingborgs stadsteater                            |
| 2018 | Ärkebiskop Jaques d'Arc (far) Jean Lemaître (vice-inkvisitor) | Jeanne d’Arc Annika Silkeberg                                                              | Annika Silkeberg    | Helsingborgs stadsteater                            |
| 2019 |                                                               | Knutpunkten Jörgen Dahlqvist                                                               | Linda Ritzén        | Helsingborgs stadsteater                            |
| 2019 | John                                                          | Ett självmords anatomi (Anatomy of a suicide) Alice Birch                                  | Suzanne Osten       | Malmö Stadsteater                                   |
| 2019 |                                                               | Stora drömmar Hans Marklund och Lotta Olsson                                               | Hans Marklund       | Helsingborgs stadsteater på Sofiero slott           |
| 2020 |                                                               | Äppelkriget Hans Alfredson och Tage Danielsson                                             | Annika Kofoed       | Helsingborgs stadsteater                            |
| 2020 | Jörgen                                                        | Evigt ung (Ewig jung) Erik Gedeon                                                          | Adde Malmberg       | Helsingborgs stadsteater                            |
| 2021 |                                                               | Antigone (Ἀντιγόνη) Sofokles                                                               | Örjan Andersson     | Helsingborgs stadsteater                            |
| 2021 | Mattias                                                       | Bröderna Lejonhjärta Astrid Lindgren                                                       | Ronny Danielsson    | Helsingborgs stadsteater                            |

### Regi
| År   | Produktion                                        | Upphovsmän                                       | Teater                                          |
| ---- | ------------------------------------------------- | ------------------------------------------------ | ----------------------------------------------- |
| 1995 | Gruffet i Chiozza Le baruffe chiozzotte           | Carlo Goldoni                                    | Helsingborgs stadsteater                        |
| 1998 | Ondskan                                           | Jan Guillou Bearbetning Benny Haag               | Helsingborgs stadsteater                        |
| 2000 | Journal: Ronald Akkerman Dossier: Ronald Akkerman | Suzanne van Lohuizen Översättning Bo G. Forsberg | Helsingborgs stadsteater                        |
| 2005 | Ondskan                                           | Jan Guillou Bearbetning Benny Haag               | Helsingborgs stadsteater                        |
| 2008 | Solen bor i Karlstad                              | Nicholas Olsson                                  | Helsingborgs stadsteater                        |
| 2012 | En kvinnas värde                                  | Ulf Dahlström                                    | Helsingborgs stadsteater/ Helsingør Theater(da) |